# Yumeno Aika
Yumeno Aika (夢乃 あいか (Mộng-Nãi Ái-Hoa) 26 tháng 8 năm 1994 –) là một nữ diễn viên khiêu dâm người Nhật Bản. Cô thuộc về công ti Tester.

## Sự nghiệp
Tháng 3/2013, cô ra mắt công chúng với một đĩa DVD hình ảnh, và vào tháng 5 cùng năm, cô ra mắt ngành phim khiêu dâm với tư cách là nữ diễn viên nhỏ nhắn và ngực lớn độc quyền của S1.
Mặc dù cỡ ngực của cô chỉ là 79, phim ra mắt của cô rất phổ biến vì khoảng cách giữa cách phô trương ngực Cup G nhỏ nhắn và phong cách của cô. Khi các bảng quảng cáo cỡ người thật của cô được sắp xếp trên toàn Nhật Bản bởi TSUTAYA Group, công việc của cô được một người bạn cùng lớp biết đến, từ đó cô cũng đã cởi mở về công việc này với các bạn của cô.
Năm 2019, sau khi Yoshizawa Akiho nghỉ việc, cô trở thành nữ diễn viên độc quyền lớn tuổi nhất S1.
Tháng 6/2020, cô được chọn làm 1 trong 10 người đẹp khỏa thân được chọn lọc bởi GRAPHIS, và ảnh áo tắm mới chụp của cô được đăng trong tạp chí hàng tuần. Tháng 12/2020, cô xếp thứ 31 trong bảng "FLASH 2020 BEST100 diễn viên đang hoạt động gợi cảm nhất" được bầu chọn bởi độc giả.
Tháng 8/2021, cô xếp thứ 26 trong "Bảng xếp hạng FLASH 2021 diễn viên nữ gợi cảm chọn bởi 300 độc giả".

## Đời tư
Khi cô học trung học, cỡ ngực của cô chỉ là Cup B, nhưng khi tốt nghiệp ngực cô có cỡ Cup G. Lưu ý rằng, câu cô được hỏi nhiều nhất trong 6 năm sau khi ra mắt ngành là "Từ bao giờ ngực của bạn trở nên to hơn thế?".
Sở thích của cô là ăn uống, mua sắm qua cửa sổ và chơi dương cầm. Khi quay phim, cô thích uống trà đậu kiếm vì tác dụng của nó trong việc xuất tinh.
Vì các đặc điểm khuôn mặt và phong cách, cô được nói là có "phong cách thành thị", và ngay cả trong những phim có bối cảnh là đồng quê, chi tiết cô đến từ thành thị luôn được thêm vào sau.
Cô là bạn của Serino Rina của nhóm King Rabbits và thường hoạt động trên các mạng xã hội.